# Даньковка (Тульчинский район)
Даньковка (укр. Даньківка) — село на Украине, находится в Тульчинском районе Винницкой области.
Код КОАТУУ — 0524385205. Население по переписи 2001 года составляет 438 человек. Почтовый индекс — 23610. Телефонный код — 4335.
Занимает площадь 2,2 км².

## Адрес местного совета
23610, Винницкая область, Тульчинский р-н, с. Печера, ул. Ленина, 35